# Sid Couchey
Sid Couchey né le 24 mai 1919 à Cleveland dans l'Ohio et mort le 11 mars 2012 à Inman en Caroline du Sud est un auteur de comics ayant longtemps travaillé pour Harvey Comics.

## Biographie
Sid Couchey naît le 24 mai 1919 à Cleveland dans l'Ohio. Il suit des cours par correspondance de la Landon School of Illustration and Cartooning puis à New York à la  Art Career School et la Cartoonists and Illustrators School. Durant la seconde guerre mondiale, il sert sous les drapeaux mais reste aux États-Unis. À partir de 1950 il est assistant de John Lehti sur les comic strips Tommy of the Big Top et Tales from the Great Book. Il travaille ensuite pour plusieurs éditeurs avant de rejoindre Harvey Comics en 1957. Là il dessine de nombreux comics comme Richie Rich, Little Lotta, Little Dot. En 1957, il participe à la «croisade» que Billy Graham tient à New York durant seize semaines. En 1964, il est l'un des fondateurs de  l'Adirondack Art Association à Essex. Dans les années 1980, Harvey cesse de publier des comics, Sid Couchey travaille pour le magazine Good old Days où il propose des illustrations. Il cesse de travailler dans les comics et dessine des publicités pour des associations ou des organismes d'état situés dans la région de New York,. Il meurt d'un cancer le 11 mars 2012 à Inman en Caroline du Sud.